# Ульяновка (Восточно-Казахстанская область)
Ульяновка (каз. Ульяновка) — упразднённое село в Катон-Карагайском районе Восточно-Казахстанской области Казахстана. Ликвидировано в 2018 г. Входило в состав Новополяковского сельского округа. Код КАТО — 635453600.

## Население
В 1999 году население села составляло 353 человека (184 мужчины и 169 женщин). По данным переписи 2009 года, в селе проживало 60 человек (33 мужчины и 27 женщин).